# Guerra Dano-Sueca de 1808–1809
A Guerra Dano-Sueca de 1808–1809 (em sueco: Dansk-svenska kriget 1808–1809; em dinamarquês: Den Dansk-Svenske Krig 1808-1809) foi uma guerra entre a Suécia e a Dinamarca-Noruega entre março de 1808 e dezembro de 1809.
O conflito foi desencadeado pela aliança da Dinamarca com a França e da Suécia com o Reino Unido na época das guerras napoleónicas. Embora não desejando essa guerra, os dois países aproveitaram a oportunidade para tentar ganhar vantagens sobre o vizinho. A Dinamarca tentou reconquistar os territórios perdidos para a Suécia no século XVII e a Suécia tentou conquistar a Noruega. Na prática, as hostilidades tiveram lugar na Noruega. O conflito foi terminado pelo tratado de paz de Jönköping em 1809 (Freden i Jönköping), pelo qual seria observado o status quo ante bellum.